# Tağlabiyan
Tağlabiyan är en ort i Azerbajdzjan.   Den ligger i distriktet İsmayıllı Rayonu, i den centrala delen av landet, 130 km väster om huvudstaden Baku. Tağlabiyan ligger 1 444 meter över havet och antalet invånare är 322.
Terrängen runt Tağlabiyan är huvudsakligen kuperad, men västerut är den bergig. Närmaste större samhälle är İsmayıllı, 19,2 km väster om Tağlabiyan.
Trakten runt Tağlabiyan består till största delen av jordbruksmark. Runt Tağlabiyan är det ganska glesbefolkat, med 35 invånare per kvadratkilometer.